# Salvador Vives
Salvador Vives (* 5. März 1943 in Barcelona; † 28. März 2020 ebenda) war ein spanischer Schauspieler und Synchronsprecher.

## Leben
Salvador Vives wurde in Pueblo Seco, einem Stadtteil von Barcelona, geboren. Er besuchte bereits im Alter von 15 Jahren das Institut del Teatre. Während dieser Zeit spielte er vereinzelt Theater. Sein Filmdebüt folgte 1967 mit einer kleinen Nebenrolle in der Komödie La tía de Carlos en mini-falda. Vives konnte sich danach nicht als Schauspieler etablieren. Er wirkte vor der Kamera in nur 15 Film- und Fernsehproduktionen in kleineren Nebenrollen mit.
Als Synchronsprecher hingegen konnte er sich für die spanische Vertonung von Spielfilmen, Dokumentationen und Werbespots etablieren. Er lieh vielen Hollywoodschauspielern seine Stimme, darunter waren unter anderem Jeremy Irons, Rupert Everett, Mark Harmon, Chris Cooper, Liam Neeson, Alec Baldwin, Michael Madsen, Jeff Bridges, Beau Bridges, Pierce Brosnan, Gabriel Byrne, Jeff Daniels, Jeff Goldblum, William H. Macy, Kyle MacLachlan, Sam Shepard und Stellan Skarsgård.
Am 28. März 2020 starb Vives im Alter von 77 Jahren während der COVID-19-Pandemie in Spanien an den Folgen einer SARS-CoV-2-Infektion.

## Filmografie (Auswahl)
- 1967: La tía de Carlos en mini-falda
- 1979: La insólita y gloriosa hazaña del cipote de Archidona
- 1979: La familia, bien, gracias
- 1983: Un genio en apuros